# Gaddi (ethnie)
Pour les articles homonymes, voir Gaddi.

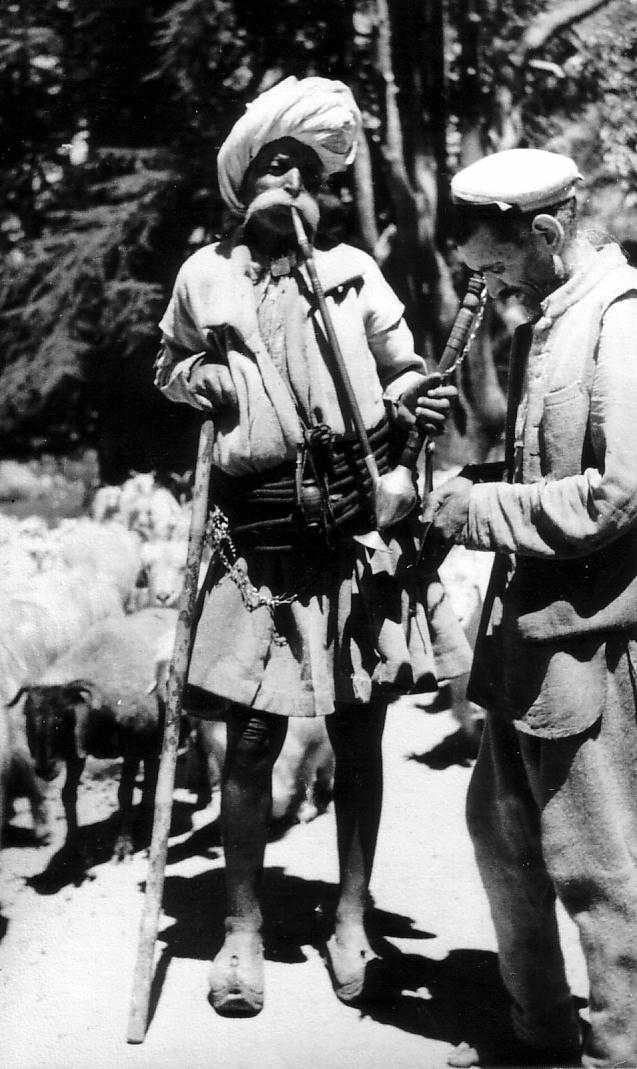
Homme d'un village Gaddi avec un narguilé, sur un chemin de montagne près de Dharamsala, en Inde

Les Gaddis sont une tribu vivant principalement dans les États indiens de l'Himachal Pradesh et dans l'État de Jammu-et-Cachemire. Ils sont hindous et appartiennent à plusieurs castes, y compris Brahmane, Rajput, Dhangar, Khatri, Rana et Thakur. 
Ce sont des éleveurs nomades qui se déplacent avec leurs troupeaux de mouton (appelé « Revad ») tout au long de l'année dans l'Himalaya, à la recherche de pâturages. Le changement climatique, la construction de routes, les hôtels, de la conservation des zones forestières etc. ont provoqué une pénurie de terres de pâturage et fait de l'élevage une activité difficile pour les Gaddis. Aussi, les nouvelles générations de Gaddis se montrent réticentes à poursuivre les activités traditionnelles et sont plus enclines à vivre une vie sédentaire.